# Dori Brenner
Dori Brenner (nascida Dori Levine; 16 de dezembro de 1946 - 16 de setembro de 2000) foi uma atriz americana. Ela nasceu em Manhattan e estudou no Sarah Lawrence College e na Yale School of Drama. Sua irmã mais velha era a premiada autora Ellen Levine. Sua outra irmã, Mada Levine Liebman, era conselheira sênior dos senadores americanos Frank R. Lautenberg e Jon S. Corzine.
O primeiro filme de Brenner foi Summer Wishes, Winter Dreams. Alguns outros filmes em que ela apareceu foram Altered States, For the Boys e Next Stop, Greenwich Village. Ela também apareceu na televisão, com papéis regulares em The Charmings e Ned and Stacey, bem como em Seventh Avenue e em um papel recorrente como a vizinha em Who's the Boss? Ela apareceu em um episódio de The Love Boat em 1978. Ela era uma amiga íntima de Bette Davis. Ela morreu de complicações de câncer em Los Angeles, Califórnia.

## Filmografia
| Ano  | Title                              | Papel            | Notas |
| ---- | ---------------------------------- | ---------------- | ----- |
| 1972 | Scarecrow in a Garden of Cucumbers |                  |       |
| 1973 | Summer Wishes, Winter Dreams       | Anna             |       |
| 1975 | The Other Side of the Mountain     | Biscoito         |       |
| 1976 | Next Stop, Greenwich Village       | Connie           |       |
| 1980 | Altered States                     | Sylvia Rosenberg |       |
| 1984 | The Oasis                          | Jill             |       |
| 1987 | Baby Boom                          | Mãe do parque    |       |
| 1991 | For the Boys                       | Loretta          |       |
| 1996 | Infinity                           | Tutti Feynman    |       |
| 2000 | Sunset Strip                       | Doutora          |       |

## Indicações para prêmios
| Ano  | Prêmio                   | Categoria                                                | Título do trabalho |
| ---- | ------------------------ | -------------------------------------------------------- | ------------------ |
| 1977 | Prêmio Emmy do Primetime | Excelente atriz principal em uma série ou filme limitado | Seventh Avenue     |